# Cadillac Serie 353
La Serie 353 è un'autovettura di lusso prodotta dalla Cadillac dal 1929 al 1930.

## Storia
Il modello venne presentato nel settembre del 1929 e fu in produzione fino all'estate del 1930. Da un punto di vista ingegneristico, la Serie 353 fu l'ultima evoluzione della Serie 341, cioè della vettura da cui derivava. Ci furono modifiche anche all'estetica.
Il motore installato era un V8 da 5,8 L di cilindrata che erogava 96 CV di potenza. Era offerta in diverse versioni che si differenziavano dal tipo di carrozzeria e dall'allestimento. Fu anche disponibile in versioni speciali come ambulanza e carro funebre.
È stata prodotta in 14.995 esemplari.